# Cuphea antisyphilitica
Cuphea antisyphilitica är en fackelblomsväxtart som beskrevs av Carl Sigismund Kunth. Cuphea antisyphilitica ingår i släktet blossblommor, och familjen fackelblomsväxter. Inga underarter finns listade i Catalogue of Life.